# Arroyo del Palomero
El arroyo del Palomero o río Palomero es un curso de agua del interior de la península ibérica, afluente del río Alagón y perteneciente a la cuenca hidrográfica del Tajo. Su recorrido discurre íntegramente por el norte de la provincia española de Cáceres. Con una longitud de unos 30 km, nace en la sierra de Santa Bárbara y desemboca en el río Alagón en la margen derecha del embalse de Valdeobispo.

## Recorrido
Nace como un pequeño arroyo en el término municipal de Marchagaz, en la ladera meridional de la sierra de Santa Bárbara; su lugar de nacimiento se ubica en torno a 1 km al sureste del propio pico de Santa Bárbara, y 2 km al suroeste del puerto del Gamo. Posteriormente se dirige hacia los cascos urbanos de Marchagaz, Palomero y Cerezo, los cuales bordea respectivamente por el sur, oeste y sur, siguiendo para ello en paralelo el recorrido de las carreteras provincial CC-201 y autonómica EX-205.
Luego de abandonar el casco urbano de Ahigal, el río se dirige hacia el único embalse existente en su curso, el embalse de Ahigal, coloquialmente conocido en la zona como el "pantano de las Cumbres". Fue construido en 1986 y se extiende por una superficie de 98,74 ha, perteneciente a los términos de Cerezo, Guijo de Granadilla y Ahigal, teniendo su presa en este último municipio.
Su curso bajo tiene lugar íntegramente en el término municipal de Ahigal. Tras salir del embalse, fluye hacia el sur, pasando por el oeste del casco urbano ahigaleño, y más abajo recorre con un gran meandro los huertos ubicados entre Ahigal, Santibáñez el Bajo y el río Alagón. Finalmente desemboca en el Alagón en la margen derecha del embalse de Valdeobispo.